# Heterogenella minuta
Heterogenella minuta är en tvåvingeart som beskrevs av Jaschhof 2009. Heterogenella minuta ingår i släktet Heterogenella, och familjen gallmyggor. Arten har ej påträffats i Sverige.